# Vârful Șureanu, Munții Șureanu
Vârful Șureanu este un vârf montan din Munții Șureanu, Carpații Meridionali, având o înălțime de 2.059 metri.